# Night Magic
Pour plus de détails, voir Fiche technique et Distribution.
Night Magic est un film franco - canadien de Lewis Furey sorti en 1985. C'est une comédie musicale co-écrite avec Léonard Cohen et le premier film de Lewis Furey. Le film a été présenté hors compétition au Festival de Cannes et a rencontré un accueil plutôt favorable.

## Synopsis
Night Magic est l'évocation d'un fantasme musical qui se déroule à la fois sur Terre dans la réalité et aux cieux.
Au cœur de l'action, un artiste de Music Hall; Michaël (Nick Mancuso), rencontre Judy un ange, une créature céleste qui incarne la Femme de ses rêves au System Theatre. Pour Michael, cela constitue un spectacle sur sa route mais une fois dedans quelque chose se passe. La nuit est pleine de possibilité constituée d'amour, de jalousie et d'infidélité, de musique, de danse, de bien et de mal, el tout cela rempli de magie.
Le film est constitué de 18 chansons signées Lewis Furey le mari de Carole Laure et de Leonard Cohen.

## Fiche technique
- Titre : Night Magic
- Réalisation : Lewis Furey
- Scénario : Leonard Cohen et Lewis Furey
- Montage : Michel Arcand
- Genre : musical
- Musique : Leonard Cohen, Lewis Furey et Richard Grégoire
- Pays de production :  Canada;  France
- Tourné en français et en anglais
- Image : Couleur
- Durée : 95 minutes
- Année : 1985
- Dates de sortie en salle :
  - Canada : 23 août 1985 (première)
  - France : 17 mai 1985 (première); 18 décembre 1985

## Distribution
- Carole Laure : Judy
- Nick Mancuso : Michael
- Stéphane Audran : Janice
- Jean Carmet : Sam
- Aidan Devine : Le Mendiant
- Lyne Tremblay : Stardust
- Danielle Godin : Moonbeam
- Barbara Eve Harris : Doubt
- Nanette Workman : Pinky (Voix uniquement)
- Michelle Stennett : Michelle
- Frank Augustyn : Frank
- Louis Robitaille : Louis
- Jean-Marc Lebeau : Jean-Marc
- Jean-Hugues Rochette : Jean-Hugues
- Jean-Marie Benoît : Le guitariste
- Carlyle Miller : Le saxophoniste / voix de Louis

## Discographie
- Initialement parue chez Saravah en 1985 et rééditée chez Mantra en 1992 en France, la bande originale du film Night Magic composée par Lewis Furey sur un livret de Leonard Cohen, d'une durée de 78 minutes, a été rééditée chez Disques Cinémusique au Canada en 2004. Présentation en ligne.